# Блокпост (залізниця)

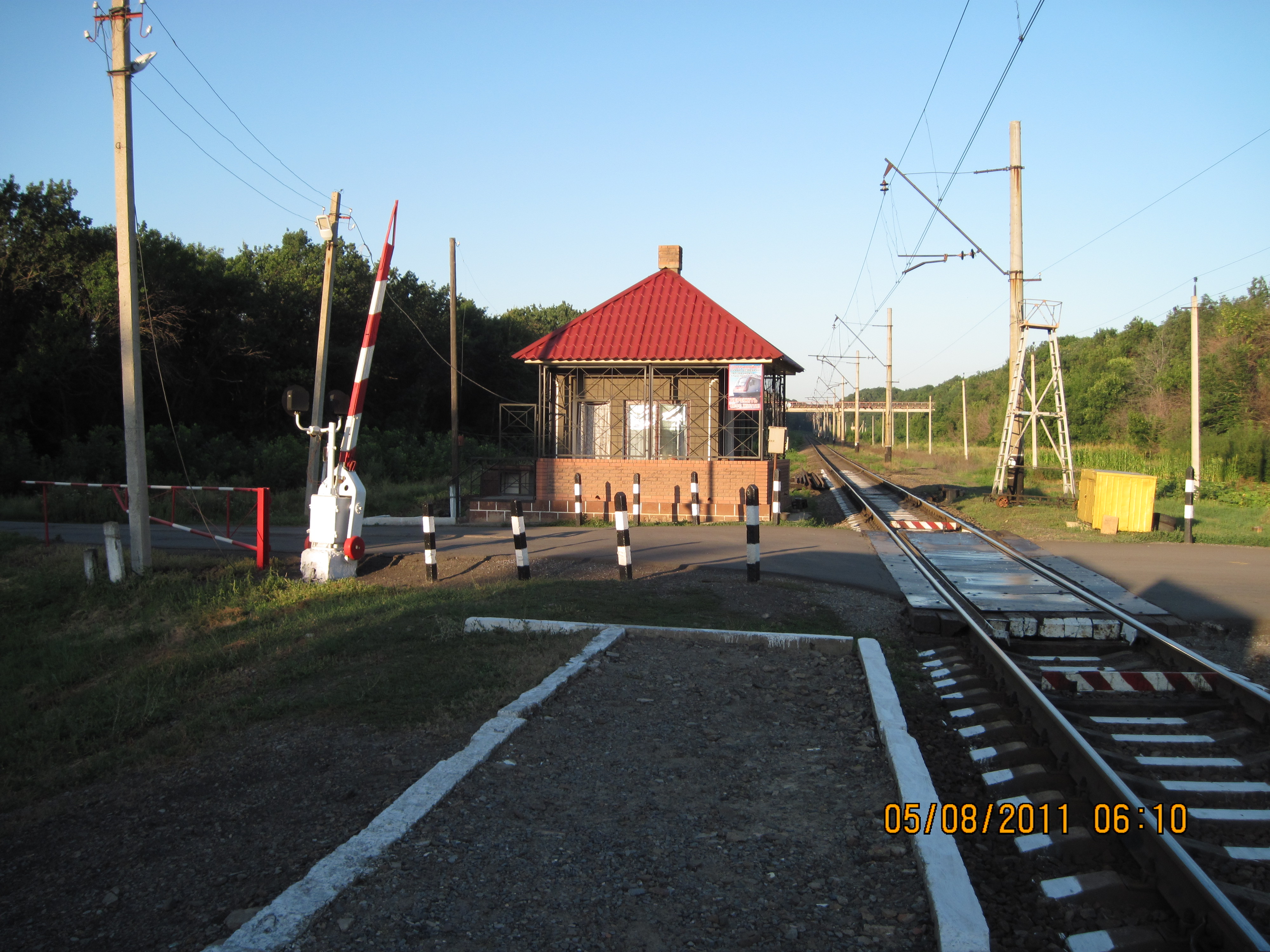
Блокпост Південно-Східний

Блокпост — роздільний пункт на залізничному перегоні, обладнаному напівавтоматичним блокуванням, використовується для керування світлофорами і семафорами.
Зазвичай розташований в місці примикання другорядної залізниці або ж ділить перегін на дві частини. Таким чином, на перегоні може знаходитися два поїзди, а не один. Таке вирішення є дешевшим, ніж повністю автоматичне підключення світлофора, а тому доцільне на нелектрифікованих лініях з невеликою напруженістю руху.[відсутнє в джерелі]
Блокпост може мати платформи для посадки і висадки пасажирів або взагалі вихід на проїжджу частину, у такому випадку блокпост має також статус зупинного пункту.[відсутнє в джерелі]